# Kuchnia portugalska
Kuchnia portugalska – oparta na nieco odmiennych niż hiszpańskie tradycjach, obejmuje potrawy zróżnicowane regionalnie i składnikowo. W rolniczych prowincjach Alentejo i Ribatejo popularne jest mięso (w szczególności wołowe), a na kulinarne wyroby Algarve znaczny wpływ wywarło długotrwałe  panowanie muzułmańskich Maurów.
Ogromnym powodzeniem cieszą się wina. Niewielka Portugalia była w 1999 roku 9 producentem tego trunku na świecie i zajęła 2. miejsce pod względem jego spożycia. Wzmacniane wina portugalskie, takie jak porto czy madera swoją sławą i uznaniem wybiegły już dawno poza granice kraju. Coraz większym uznaniem cieszy się młode Vinho verde.
Przeważają dość proste i pożywne dania, najczęściej gotowane. Najbardziej charakterystyczną cechą portugalskich posiłków jest szerokie wykorzystanie różnych ryb i owoców morza. Narodowa potrawa kraju to bacalhau, czyli suszony i solony dorsz, przyrządzany na rozmaite sposoby. Uważa się, że istnieje 365 rodzajów tego dania. Spożycie dorsza przez Portugalczyków ma takie rozmiary, że od dość dawna Portugalia została zmuszona do importu tej ryby z łowisk norweskich. Popularnością cieszą się również słodkie, grillowane sardynki, które przyrządza się często na bocznych ulicach i skwerach miast, traktując to jako okazję do towarzyskich spotkań. Najważniejszym posiłkiem dnia jest kolacja (port. jantar), podczas gdy obiad (almoço) i śniadanie (pequeno-almoço) mają charakter drugorzędny.

## Wybrane potrawy

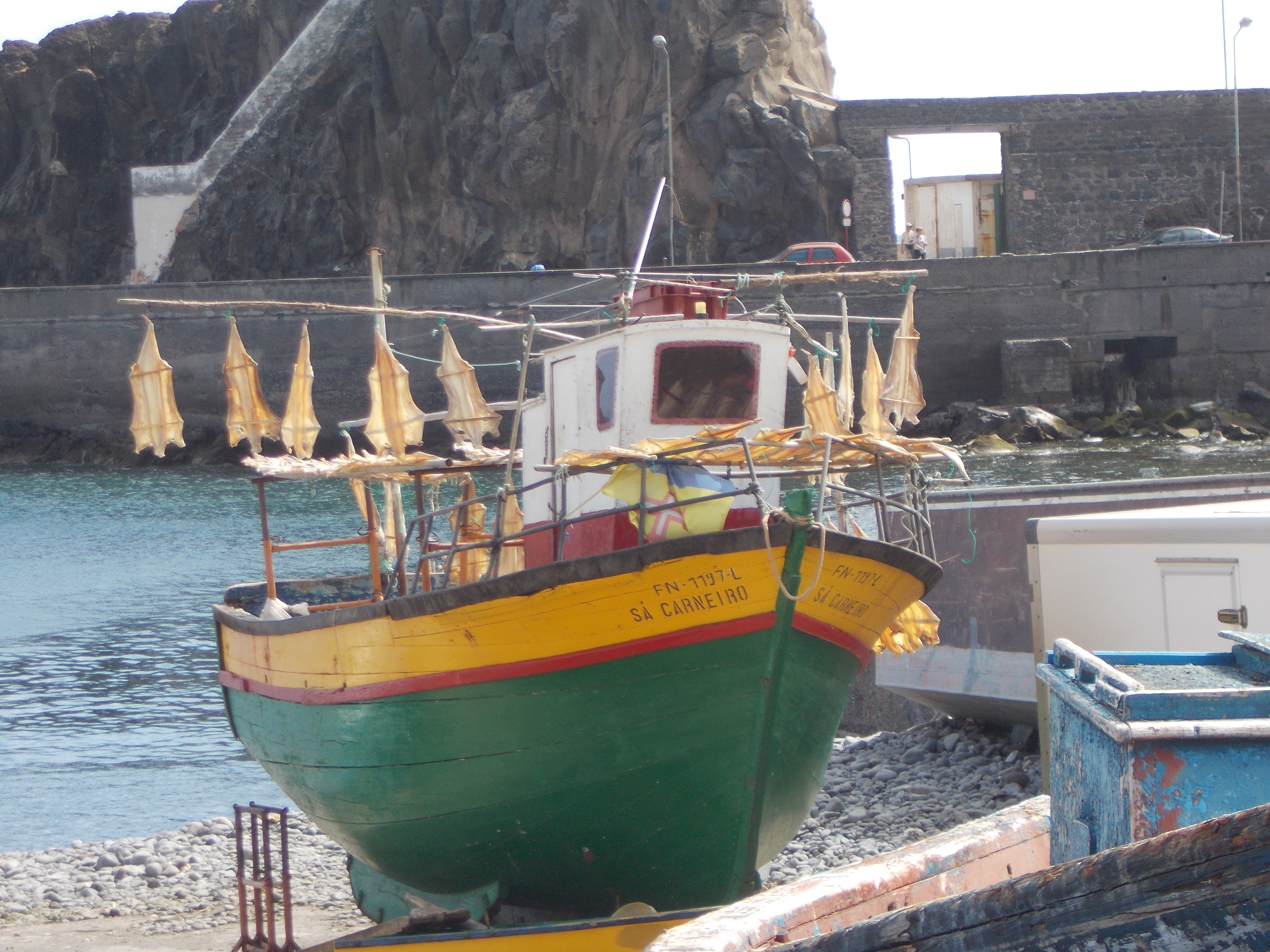
Tradycyjny sposób suszenia dorszy na Maderze w Câmara de Lobos

Poeta romantyczny Robert Southey pisał o Portugalczykach, że jedzą „(...) prawie same ryby, warzywa strączkowe i chleb! Baraniny nie lubią, nawet jak jest dobra. W Faro często podaje się, że to kozie mięso, żeby udało się ją sprzedać”. Sposób konserwowania dorsza wymusiło około XVI wieku oddalenie jego siedlisk (od 1497 docierano nawet do okolic Nowej Fundlandii) od kraju. Płatom ryby trwałość spożywczą nadawało uprzednie ich namoczenie w wodzie morskiej i suszenie na słońcu. Do bardziej znanych sposobów przyrządzania portugalskiego dorsza należy bacalhau á gomes de sá (z rejonu Porto), czyli rodzaj zapiekanki z ziemniakami, cebulą, oliwkami i jajkami na twardo. Spośród innych warto wymienić bolinhos de bacalhau (krokiety z dorsza), bacalhau com cerveja (z piwem), pataniscas (zapiekany w cieście z owocami morza) czy bolinhos de bacalhau (rodzaj pulpetów). Potrawy z dorsza spożywane są tradycyjnie w Wigilię Bożego Narodzenia i w okresie Wielkiego Tygodnia.

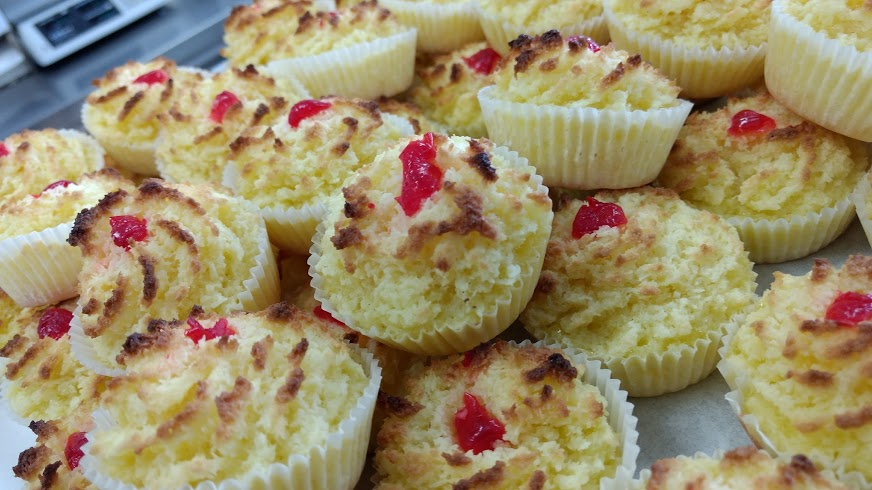
Kokosowe muffiny coquinhos

Nie mniej popularne są różnorodne gulasze rybne lub warzywne, w tym caldeirada, feijoada i cozido, którego azorska odmiana wyróżnia się szczególnym sposobem przygotowania w gorących źródłach wulkanicznych. Caldeirada to rodzima kompozycja kilkunastu rzadko spotykanych w kuchni gatunków ryb i małży (w tym żabnicy i niewielkich płaszczek), czasem nazywana portugalską zupą rybną. Przygotowywana jest tradycyjnie raz do roku na południu kraju; w całej Portugalii istnieje jednak wiele odmian tej potrawy, jak np. caldeirada z ostrygami z okolic Aveiro.
Ważny dział portugalskiej sztuki kulinarnej stanowią zupy, a wśród nich zielony bulion (caldo verde), zwany tak wskutek użycia dużej ilości poszatkowanej kapusty galicyjskiej (couve galega), z ziemniakami, cebulą, czosnkiem i plasterkami chouriço (rodzaju pikantnej kiełbasy). Sopa de pedra (dosłownie „zupa z kamienia”) to stosunkowo sycąca potrawa z czerwonej fasoli, marchwi i paru innych składników.
Spośród obfitujących w nabiał deserów wymienić należy arroz doce – rodzaj ryżowego puddingu z cynamonem, serwowany zwyczajowo w święta Bożego Narodzenia. Najpopularniejsze portugalskie ciastko to pastel de nata –  tradycyjnie wyrabiane z ciasta filo i wypełnione budyniowym nadzieniem. Znane jest w całej Portugalii, ale wyróżnia się pochodzące z lizbońskiej dzielnicy Belém. Większość serów wytwarzana jest z owczego lub koziego mleka i charakteryzuje się ostrym, intensywnym smakiem. Sery tradycyjnie spożywa się osobno, przed lub po posiłku, i mają one charakter deseru albo przystawki. Wyróżnić można queijo de Castelo Branco z górskiego regionu Beira Baixa oraz queijo da Serra da Estrela, wytwarzany na podpuszczce z karczochów.

## Mięsa
W kuchni portugalskiej wiele jest dań mięsnych. Niektóre z nich weszły do codziennego jadłospisu wskutek zdarzeń historycznych. Tripas à moda do Porto (flaki z białą fasolą) to potrawa pochodząca prawdopodobnie z czasów oblężenia Lizbony w XIV wieku. Całe dostępne mięso wysyłano wtedy do stolicy, dlatego zasoby głodujących mieszkańców Porto ograniczały się do flaków.
Powszechnym obecnie daniem kuchni portugalskiej, spożywanym głównie w zimie, jest cozido à portuguesa, będące pierwotnie ulubionym pożywieniem zamożnych rolników. Bardzo obfite może składać się z wołowiny, wieprzowiny, ziemniaków, marchwi, rzepy, ciecierzycy, kapusty i ryżu, ale kompozycja tej potrawy zależy od wyobraźni i zamożności kucharza. Jednym z ciekawszych dań mięsnych, typowym dla regionu Alentejo, jest wieprzowina gotowana z mięczakami, zwana porco à alentejana.
W rejonie Bairrada popularny posiłek to leitão à Bairrada (pieczone prosię), a w okolicy Miranda do Corvo i Vila Nova de Poiares przysmakiem jest chanfana, czyli stary kozioł pomału gotowany w winie. Daniem znanym w całym kraju jest bife (portugalski stek), czyli kawał smażonej wołowiny lub wieprzowiny w sosie na bazie wina, z ziemniakami, ryżem albo sałatką.

## Kuchnia portugalska na świecie

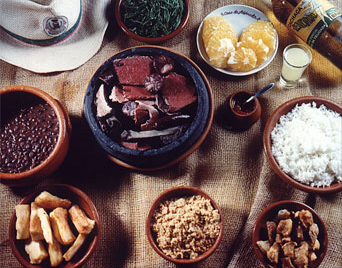
Składniki gulaszu typu feijoada

Obecność kuchni portugalskiej w innych regionach świata ma długą historię. Szczególnie
ważny okazał się XV  wiek i czas wielkich odkryć geograficznych, kiedy kuchnia
portugalska zostawiła swój ślad nawet w tak odległych krajach jak Brazylia, Indie i Japonia, będąc również pośrednikiem w sprowadzaniu nowych składników i technik kulinarnych do Europy.
Słodkie pomarańcze zostały sprowadzone do Europy przez Portugalczyków z Indii w czasach
wypraw krzyżowych. Było to wydarzeniem niezwykle istotnym w zakresie zwalczania szkorbutu wśród żeglarzy. Odtąd w wielu krajach słodką odmianę tego owocu zaczęto nazywać w sposób zbliżony do nazwy „Portugal” – np. w języku włoskim portogallo lub purtualle), greckim portokáli, bułgarskim portokáł, rumuńskim portocală, a nawet w arabskim: al-burtuqal.
W wymianie handlowej z Azją dominowały przyprawy, zwłaszcza cynamon obecny do dziś w wielu deserach portugalskich. Orientalny wpływ można też dostrzec w tradycyjnej zupie canja, czyli bulionie z kurczaka z ryżem, podawanym zazwyczaj w sanatoriach. Portugalscy żeglarze sprowadzili do Europy również herbatę, która szybko stała się popularnym napojem, zwłaszcza wśród wyższych sfer Francji i Holandii. Spopularyzowanie herbaty i dżemu pomarańczowego w Anglii przypisuje się portugalskiej księżniczce Katarzynie Bragança, małżonce Karola II.
Portugalczycy jako pierwsi przywieźli papryczki chili z Nowego Świata do Indii. Stały się tam one podstawą kuchni goańskiej nacechowanej silnym wpływem portugalskim. Natomiast w Brazylii wpływy kuchni portugalskiej ujawniają się w daniach typu feijoada. Tam również, podobnie jak w daniach z regionu Goa, popularna jest tradycyjna przyprawa marynowana w winie i czosnku zwana vindalho. W Japonii kupcy portugalscy wprowadzili cukier rafinowany i tradycyjne ciasto biszkoptowe. 